# Тенор
Тенорът е най-високият мъжки певчески глас с честота от 130 до 520 Hz, чийто диапазон е между баритон и алт. Диапазонът му е от C3 до C5 на пианото.
Има няколко вида тенор – лиричен, драматичен, леджеро, спинтов, нисък, висок.
Съществува и друга разновидност на тенора – контратенор.

## Тенори
- Лучано Павароти
- Пласидо Доминго
- Хосе Карерас
- Майкъл Джаксън
- Енрико Карузо
- Джузепе Ди Стефано
- Бениамино Джили
- Аурелиано Пертиле
- Тито Скипа
- Аспарух Лешников
- Арсений Арсов
- Тодор Мазаров
- Арон Аронов
- Видин Даскалов
- Димитър Узунов
- Никола Николов
- Франко Корели
- Марио Дел Монако
- Калуди Калудов
- Алесандро Бончи
- Валерий Кипелов
- Антъни Кийдис
- Андреа Бочели
- Христо Кидиков
- Петър Чернев
- Карел Гот
- Стефан Митров
- Георги Станчев
- Фреди Меркюри
- Адам Гонтиер
- Елтън Джон
- Йонас Кауфман
- Петко Савов
- Стивън Тайлър
- Чонг Де-хьон
- Рейн
- Илиян Братанов
- Илия Ангелов

Народни певци
- Павел Сираков
- Кайчо Каменов
- Борис Машалов
- Манол Михайлов
- Тодор Кожухаров

## Видове

### Лиричен тенор
Този тенор е топъл, изящен глас с ярък, пълен тембър, който е силен, но не тежък и може да се чуе над оркестър. Лиричните тенори имат диапазон от приблизително До една октава под средно До (C3) до Ре една октава над средно До (D5). По същия начин, техният по-нисък диапазон може да се простира с няколко ноти под C3 . В групата на лиричния тенор има много вокални нюанси, репертоарът трябва да бъде избран според тежестта, цветовете и способностите на гласа.
Жилбер Дюпре (1806–1896) е исторически значим лиричен тенор. Той е първият тенор, който пее на сцената оперното високо C от гърдите ( ut de poitrine ) за разлика от използването на фалцетон . Той също така е известен с ролята на Едгардо в Лучия ди Ламермур . Лучано Павароти е най-известният представител на този глас.
Роли за лиричен тенор са Алфредо от операта Травиата, Родолфо от операта Бохеми, Ромео от едноименната опера.

### Драматичен тенор
Известен също и като теноре ребусто, драматичния тенор има емоционален, звънлив и много мощен, ярък, героичен звук на тенор. Приблизителният диапазон на драматичния тенор е от B една октава под средно C (B2) до B една октава над средно C (B4) като някои могат да пеят до C една октава над средно C (C5). Много успешни драматични тенори обаче исторически са избягвали желаното високо C в изпълнението. Долният им диапазон има тенденция да се простира в теситурата на баритона или няколко ноти под C3 , дори надолу до A♭2 . Някои драматични тенори имат богат и тъмен тонален цвят на гласа си (като зрелия Енрико Карузо), докато други (като Франческо Таманьо ) притежават ярък, стоманен тембър. 
Роли за драматичен тенор са Канио от операта Палячи, Отело от едноименната опера, Дон Алваро от операта Силата на съдбата.

### Леджеро тенор
Известен също и като теноре ди грациа, леджеро тенора е по същество мъжкият еквивалент на лирическа колоратура. Този глас е лек, пъргав и способен да изпълнява трудни пасажи от фиоритура. Типичния леджеро тенор притежава диапазон, обхващащ приблизително C3 до E5 като някои могат да пеят до F5 или по-високо с пълен глас. В някои случаи гръдния регистър на леджеро тенора може да се простира под C3 . Гласове от този тип се използват често във оперите на Росини, Доницети, Белини и в музиката от бароковия период.
Роли за леджеро тенор са Граф Алмавива от операта Севилският бръснар, Артуро от операта Пуритани, Ернесто от операта Дон Паскуале.

### Спинтов тенор
Спинтовия тенор има яркостта и височината на лирическия тенор, но е с по-тежко вокално тегло, което позволява на гласа да бъде „избутан“ до драматични кулминации с по-малко напрежение от другите с по-лек глас. Спинтовия тенор има по-тъмен тембър от лиричния без да има толкова тъмен вокален цвят, колкото при драматичния тенор. Спинтовия тенор има диапазон от приблизително До една октава под средно До (C3) до До една октава над средно До (C5).
Роли за спинтов тенор са Дон Хосе от операта Кармен, Калаф от операта Турандот, Манрико от операта Трубадур, Херман от операта Дама Пика, Радамес от операта Аида, Марио Каварадоси от операта Тоска.

### Нисък тенор
Ниския тенор е рядко срещан вид тенор, чийто тембър спада към гамата на баритона, а теситурата спада към алта или контраалта. Представители на този тип тенор са Роб Халфорд, Чък Бери, Рики Мартин.

### Висок тенор
Високия тенор има същата теситура като на контратенора, но с по-остро звучене. В други случаи може да бъде назован и като тенор алтино. Известни представители на този тип тенор са Майкъл Джексън, Георги Станчев (певец), Принс и Димаш Кудайберген като се има предвид това, че достига и до по-високи октави.